# Neanastatus ariostoni
Neanastatus ariostoni är en stekelart som beskrevs av Girault 1922. Neanastatus ariostoni ingår i släktet Neanastatus och familjen hoppglanssteklar. Inga underarter finns listade i Catalogue of Life.